# Бойко Лариса Терентіївна
Лари́са Тере́нтіївна Бо́йко (нар. 10 березня 1928, Ромни — пом. 19 березня 2012) — українська театральна акторка. Заслужена артистка УРСР, Народна артистка України (1994).

## Життєпис
Закінчила Харківський інститут мистецтв (1950; викладачі І. О. Мар'яненко, О. Б. Глаголін).
Від 1950 року працювала у Кримському російському драматичному театрі в Сімферополі.

## Ролі
- Варя («Дикунка» О. Островського)
- Клеопатра, Софія («Вороги», «Останні» М. Горького)
- Дуня («Злочин і кара» за Ф. Достоєвським)
- Катерина («Пам'ять серця» О. Корнійчука)
- Таня, Валя, Лідія Василівна («Таня», «Іркутська історія», «Старомодна комедія» О. Арбузова)
- Феніса і Герарда («Хитромудра закохана» Лопе де Веґи)
- Розарія («Моя сім'я» Е. де Філіппо)
- Павлина («Куховарка», «Куховарка заміжня» А. Софронова)
- Анфіса («Угрюм-ріка» за В. Шишковим)
- Тамара («П'ять вечорів» О. Володіна)
- Панова («Любов Ярова» К. Треньова)
- Королеви Єлизавета й Маргарита («Річард III» В. Шекспіра)
- Судакова («Гніздо глухаря» В. Розова)
- Аманда («Скляний звіринець» Т. Вільямса)
- Ержебет («Коти-мишки» І. Еркеня)

## Нагороди
- Почесна грамота Президіуму Верховної Ради Автономної Республіки Крим (1999)
- Лауреатка Державної премії АРК
- Лауреатка премії Союзу театральних діячів України